# Vhäldemar
I Vhäldemar sono un gruppo musicale spagnolo di Barakaldo, che ha goduto di un certo successo soprattutto dopo la pubblicazione dei loro primi due album: "Fight To The End" e "I Made My Own Hell", rispettivamente del 2002 e del 2003.

## Discografia
- Fight To The End - 2002
- I Made My Own Hell - 2003
- Metal Of The World - 2010
- Shadows Of Combat - 2013
- Against All Kings - 2017
- Straight To Hell - 2020